# خروس جنگی (فیلم ۱۳۴۴)
خروس جنگی فیلمی سینمایی به کارگردانی اسماعیل پورسعید محصول سال ۱۳۴۴ است.

## خلاصه
شوهر زنی به علت بی‌اعتنایی به زن و بچه‌هایش حوادثی برایش رخ می‌دهد...

## بازیگران
1. عبدالله بوتیمار
2. آذر شیوا
3. همایون
4. محسن آراسته
5. دلیله نمازی
6. شهرام شکوفنده
7. لیلا فروهر
8. یدی
9. نیکتاج صبری